# Sally Eilers

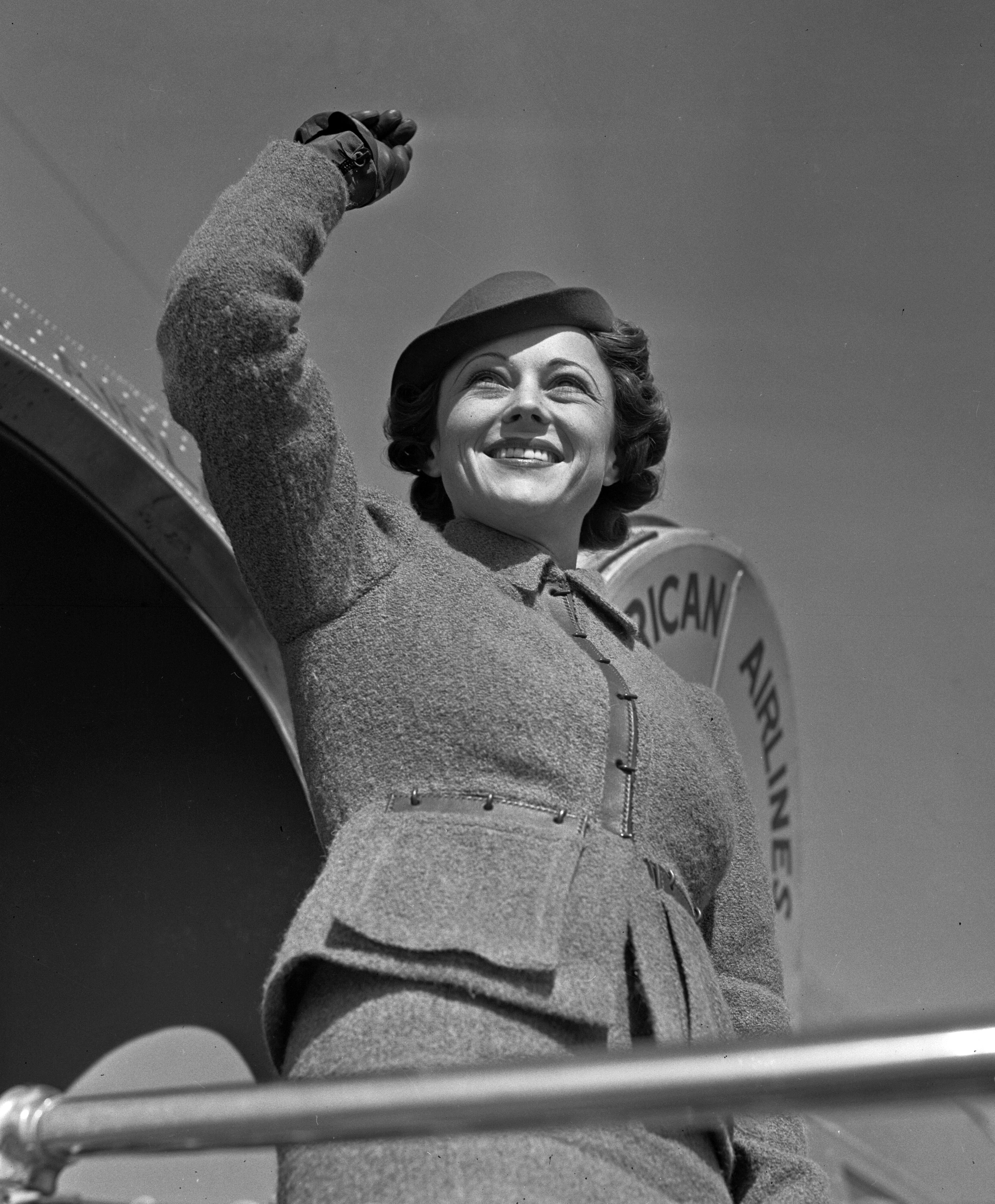
Sally Eilers (1936)

Dorothea Sally Eilers (* 11. Dezember 1908 in New York City; † 5. Januar 1978 in Woodland Hills, Kalifornien) war eine US-amerikanische Schauspielerin. Zwischen 1927 und 1950 spielte sie in insgesamt fast 70 Filmen, wobei sie ihren Karrierehöhepunkt in den frühen 1930er-Jahren hatte.

## Leben und Karriere
Ursprünglich wollte Sally Eilers Tänzerin werden, doch dann zog es die attraktive Blondine nach Hollywood. Im Jahr 1927, noch während der Stummfilmzeit, machte sie ihr Filmdebüt mit einer kleinen Rolle in The Red Mill an der Seite von Marion Davies. Noch im selben Jahr war sie ebenfalls in Friedrich Wilhelm Murnaus Meisterwerk Sonnenaufgang – Lied von zwei Menschen zu sehen, wo sie als Dame mit den ständig herunterfallenden Kleiderträgern eine erste bemerkenswertere Rolle spielte.
Bekannt wurde sie durch die Hauptrolle in der Sennett-Komödie The Good-Bye Kiss (1928). Ebenfalls 1928 wurde sie unter die WAMPAS Baby Stars gewählt. Der Übergang in den Tonfilm gelang Eilers problemlos und sie galt Anfang der 1930er-Jahre als eine der meistgesuchten Darstellerinnen, wobei sie vor allem Hauptrollen in Kriminalfilmen oder Komödien spielte. Bekannt wurden vor allem ihre Auftritte an der Seite von James Dunn in populären Filmen wie Bad Girl (1931), Sailor’s Luck (1932) und Arizona to Broadway (1933). Sie übernahm ebenfalls Hauptrollen im Charlie-Chan-Kriminalfilm Der Tod ist ein schwarzes Kamel (1931) sowie an der Seite von Spencer Tracy in Quick Millions (1931).
Obwohl die Qualität ihrer Filme schon bald abnahm, blieb Eilers bis Ende der 1930er-Jahre eine beliebte Schauspielerin. In den 1940er-Jahren erhielt sie meist nur noch Nebenrollen und drehte auch zusehends weniger Filme. Die bedeutendste Rolle ihrer späten Karriere hatte Eilers wahrscheinlich in Edgar G. Ulmers Film noir Stimme aus dem Jenseits (1945), wo sie sich auf eine Beziehung mit dem potenziellen Mörder ihres Ehemannes einlässt. Im Jahr 1950 verabschiedete sie sich nach fast 70 Filmen aus dem Hollywood-Geschäft. 
Die Schauspielerin war viermal verheiratet: Von 1930 bis 1933 mit Westernstar Hoot Gibson, von 1933 bis 1943 mit dem Filmproduzenten Harry Joe Brown, von 1943 bis 1946 mit Howard Barney sowie von 1949 bis 1958 mit dem Regisseur Hollingsworth Morse. Alle vier Ehen wurden geschieden, aus der Beziehung mit Harry Joe Brown hatte sie einen Sohn. Sally Eilers verstarb 1978 im Alter von 69 Jahren an einem Herzinfarkt. Sie wurde auf dem Forest Lawn Memorial Park in Glendale, Kalifornien, bestattet.

## Filmografie (Auswahl)
- 1927: The Red Mill
- 1927: Sonnenaufgang – Lied von zwei Menschen (Sunrise – A Song of Two Humans)
- 1927: Bezahlte Liebe (Paid to Love)
- 1928: Ein Mensch der Masse (The Crowd)
- 1928: The Good-Bye Kiss
- 1929: Weary River
- 1930: Let Us Be Gay
- 1930: Der brave Soldat Elmer (Doughboys)
- 1931: Casanova wider Willen (Parlor, Bedroom and Bath)
- 1931: Charlie Chan – Der Tod ist ein schwarzes Kamel (The Black Camel)
- 1931: A Holy Terror
- 1931: Bad Girl
- 1933: Central Airport
- 1933: Seemannsglück (Sailor’s Luck)
- 1933: Jahrmarktsrummel (State Fair)
- 1935: Was geschah gestern? (Remember Last Night)
- 1936: Strike Me Pink
- 1938: The Nurse from Brooklyn
- 1938: Condemned Women
- 1945: Stimme aus dem Jenseits (Strange Illusion)
- 1948: Abrechnung in Coroner Creek (Coroner Creek)
- 1950: Stage to Tucson